# 石黑一雄
石黑一雄爵士 CH OBE FRSA FRSL ORS（日语：／?，1954年11月8日—）是英國小說家和劇作家。他出生於日本長崎縣長崎市，1960年五歲時隨父母移居英國，1983年正式入籍英國。旭日重光章表彰。
石黑一雄是当今英语世界最著名的作家之一，四次入圍布克奖，并在1989年凭藉作品《长日将尽》获得此奖。他在2005年出版的长篇小说《莫失莫忘》被《时代周刊》评选为“2005年度十佳小说”和“1923年至2005年间百部优秀英语小说”。他最新一部长篇小说《克拉拉與太陽》出版于2021年。
2008年，《泰晤士報》將石黑一雄列為“自1945年以來最偉大的50位英國作家”第32名。2017年，石黑一雄獲得諾貝爾文學獎，授獎詞稱他「在具有強大情感力量的小說中，揭露我們與世界連結的錯覺底下的深淵。」第二年，時任英國君主英女王伊丽莎白二世的生日，他被封為下级勋位爵士。

## 早年生活
1954年11月8日，出生於日本長崎縣長崎市新中川町。父親是海洋學家石黑镇雄，母亲名叫静子。當石黑一雄五歲的時候，因父親受僱于南安普頓國家海洋研究所而隨同家人遷居至英國薩里郡的吉爾福德。近30年後的1989年，石黑一雄才在日本国際交流基金一個短期訪問項目的邀請下重返日本。在接受大江健三郎的採訪時，石黑一雄也坦誠他前兩部小說中的日本是虛構的：“在我的成長經歷中，我腦海里的這個‘他國’形象一直強烈地伴隨著我。這是一個非常重要的‘他國’，與我有著非常強力的感情維繫......在英國，我一直在我的腦海里構建這樣一個想象，一個虛構中的日本。”
石黑一雄就讀于斯托頓小學（Stoughton Primary School），隨後就讀于薩里郡的沃辛縣文法學校（Woking County Grammar School）。從中學畢業後，他在空檔年間到北美旅行，同時在期間製作出一張樣本唱片，並把其發送到唱片公司。1974年，石黑一雄進入肯特大学學習；並於1978年畢業且同時獲得英國文學和哲學文學士學位。在經歷了一年的寫作生涯之後，石黑一雄進入東英吉利亞大學就讀，並跟随馬爾科姆·布拉德伯里和安吉拉·卡特一同學習。1980年獲得創意寫作課程碩士學位，他的畢業論文是他的首部長篇小說《群山淡景》，於1982年出版。

## 寫作生涯
雖然石黑一雄的頭兩部小說的背景設置在日本，但是根據他的幾次採訪，他澄清他對日本文字的了解程度不高，而且他不認為他的小說與日本小說有什麼相似之處。在1989年的一次採訪中，石黑一雄在談及日本文化對其影響時談到，“我不完全像一個英國人，畢竟我是在一個父母是日本人且說日本語的環境裡長大的。我的父母沒有意識到我們會留在英國這麼久，他們覺得有必要保持我與日本價值觀的聯繫。這讓我擁有了一個獨特的成長背景。我覺得這讓我變得不一樣，我的觀點會略有不同。”當被問及他的身分認同時，他說道：
|  | 人不是由三分之二的這部分東西和剩下的那些東西所組成的。氣質、個性和眼界不是那麼獨立存在的個體。你無法將它們區分得那麼清楚。你最終看到的是一個有趣的均勻混合體。這在本世紀後半葉是相當普遍的事情——具有混合文化背景和混合種族的個人。這就是這個世界發展的趨勢。 |

在1990年的採訪中，石黑一雄說道，“如果我用筆名寫作、書封的作者照片用別人頂替的話，我想沒有人會說‘這個人讓我想起日本的作家’。”但是還是有些日本作家對石黑一雄影響頗大，例如谷崎潤一郎就是他常提及的一位日本作者；同時他還表示日本電影，特別是小津安二郎和成瀨巳喜男的作品對他已經是重要的影響力。

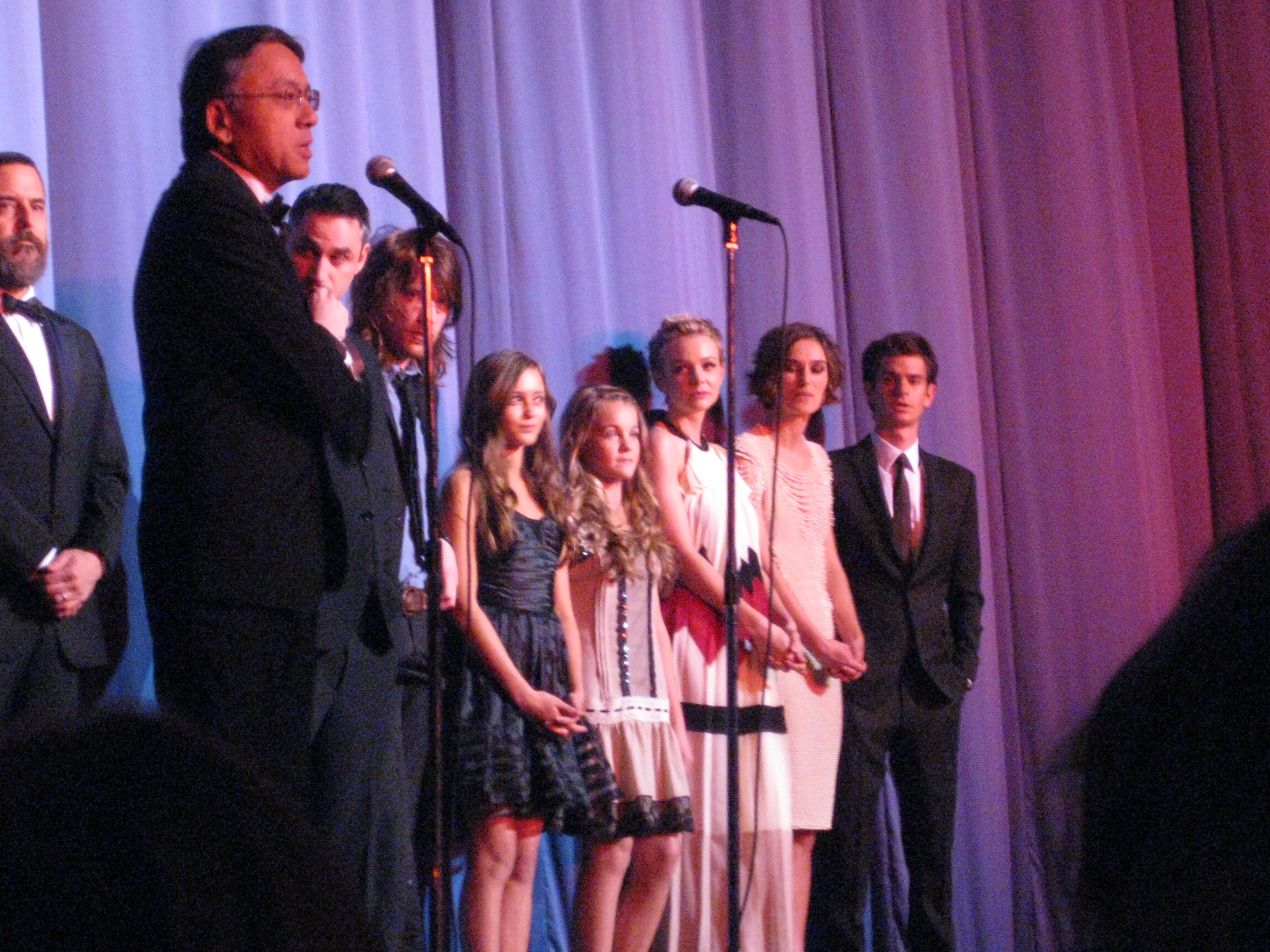
石黑一雄（前）與電影《別讓我走 (電影)》演員（攝於2010年）

石黑一雄的一些作品是講述過去的。《別讓我走》雖然有科幻小說的感覺和描述未來的語氣，但是它的背景卻是設定在20世紀80年代和90年代，因此這個故事被看作發生在一個極其相似的平行世界。他的第四部小說，《無可慰藉》則是發生在一個無名的中歐城市。《長日將盡》的故事則是發生在第二次世界大戰期間一個英國爵爺的鄉村大別墅裡。
《浮世畫家》故事的背景設置在1945年戰後日本重建時期的一個無名城市。故事的主角被迫參加了第二次世界大戰。他認為自己被以自己孫子為代表的日本新世代指責的原因是日本錯誤的外交政策和新世代現實理想之間的衝突。石黑一雄說自己特意選擇這個時間段是因為“我傾向於被戰前和戰後的背景所吸引，因為我對這個背景下的價值觀和理想被測試的結果感興趣。人們不得不面對的是他們的理想在他們印象中和之前並非沒有區別。”

## 歌詞創作
石黑一雄與薩克斯風樂手吉姆·湯姆林森是爵士樂歌手史黛西·肯特一些歌曲的聯合作詞人，同時後者也是史黛西的丈夫。石黑一雄為史黛西的如下專輯提供了歌詞：獲格萊美獎提名的2007年專輯《早安·幸福》、2011年專輯《演唱會上的夢想家》（Dreamer in Concert）、2013年專輯《五光十色》和2017年專輯《我知我夢》（I Know I Dream）。同時，石黑一雄還為史黛西的2003年專輯《再度相愛》（In Love Again）撰寫了封套推薦語。
石黑一雄第一次遇見史黛西·肯特的時候，她正在錄製“荒島唱片”中的歌曲《無法奪去的記憶》，肯特請求石黑一雄為她創作歌詞。石黑一雄曾經評價過自己的歌詞創作，“用一種親密且坦率的第一人稱的方式創作歌詞時，你不能將你的情感直接述之於文字。你必須隱晦地表達，讓讀者去發現那些弦外之音。”並且他還承認這對自己的小說創作“有巨大的影響”。

## 個人生活
1986年，石黑一雄與洛娜·麦克杜格尔（Lorna MacDougall）完婚。洛娜·麦克杜格尔是一名社會工作者，他們在諾丁山的西倫敦萨仁尼安無家可歸者慈善團體的會議上相遇。當時石黑一雄是作為住宅安置工作者而出席的。婚後，他們帶著女兒娜歐蜜（Naomi）居住在倫敦。
石黑一雄曾就英國去留歐盟公投引發的仇恨罪行為的興起而發表了一份公開譴責書。

## 荣誉

### 英国勋章奖章
- 大英帝国官佐勋章（1995年[8]）
- 下级勋位爵士章（2018年6月9日公布[5]）
- 名誉勋位（2025年）

### 外国勋章奖章
- 艺术与文学骑士勋章（法国文化部，1998年[8]）
- 旭日重光章（日本，2018年4月29日公布[21]）

### 奖项
- 1983年，入選《格蘭特季刊（英语：Granta）》“最佳英國青年作家”號[22]
- 1993年，再次入選《格蘭特季刊》“最佳英國青年作家”號[23]
- 2008年，入選《泰晤士報》評選的“1945年以來50名偉大英國作家”[24]
- 2017年，獲諾貝爾文學獎[4]

### 作品获奖
- 1982年，《群山淡景》獲溫尼弗雷德·霍爾比（英语：Winifred Holtby）紀念獎[8]
- 1986年，《浮世畫家》獲惠德布雷特獎[8]
- 1989年，《長日將盡》獲布克獎[8]
- 2005年，《別讓我走》入選《時代周刊》評選的1923年以來“百部偉大英語小說”書單[24]

除《群山淡景》和《被埋葬的記憶》之外，石黑一雄的其他長篇小說和短篇小說都曾入圍各大主要文學獎項。最重要的是，《浮世畫家》、《我輩孤雛》和《別讓我走》都曾入圍布克獎最終入圍名單。根據一份遭洩露的布克獎評委會會議記錄顯示，當時評委們在《別讓我走》或約翰·班維爾的《大海》中陷入選擇困難，但最終還是《大海》獲得2005年的布克獎。

## 作品列表

### 長篇小說
- 1982年：《群山淡景》（A Pale View of Hills） [27][28]
- 1986年：《浮世畫家》（An Artist of the Floating World） [27][28]
- 1989年：《長日將盡》（The Remains of the Day） [27][28]
- 1995年：《無可慰藉》（The Unconsoled）[27][28]
- 2000年：《我輩孤雛》（When We Were Orphans） [27][28]
- 2005年：《別讓我走》（Never Let Me Go） [27][28]
- 2015年：《被埋葬的記憶》 （The Buried Giant）[27][28][29]
- 2021年：《克拉拉與太陽》（Klara and the Sun）[30]

### 短篇小說
- 《吊詭與偶爾悲傷》（A Strange and Sometimes Sadness）、《等待J》（Waiting for J）和《中毒》（Getting Poisoned）——刊登于1981年發行的《簡介第7期：新作家的故事》（Introduction 7: Stories by New Writers）[27]
- 《一次家庭晚餐》（A Family Supper）——刊登于1983年發行的《火鳥第2期：當代寫作》（Firebird 2: Writing Today）[27]
- 《戰後夏日》（The Summer After the War）——刊登于1983年發行的《格蘭塔第7期》（Granta 7）[27]
- 《1948年10月》（October 1948）——刊登于1985年發行的《格蘭塔第17期》（Granta 17）[27]
- 《暗夜后的村莊》（A Village After Dark）——刊登于2001年發行的《紐約客》[27]
- 《淺吟低唱》（Crooner）、《東邊日出西邊雨》（Come Rain or Come Shine）、《莫爾文山》（Malvern Hills）、《夜曲》（Nocturne）和《大提琴手》（Cellists）——收錄于2010年出版的《小夜曲：音乐与黄昏五故事集（英语：Nocturnes (short story collection)）》[27][31]

### 劇本
- 1984年：《亞瑟·梅森傳》（A Profile of Arthur J. Mason）（為第四台製作的電視電影）[19][28]
- 1987年：《美食》（The Gourmet）（為第四台製作的電視電影）[28]
- 2003年：《世界上最悲傷的音樂（英语：The Saddest Music in the World）》[27][28]
- 2005年：《異國情緣》（The White Countess）[27][28]
- 2022年：《倫敦生之慾》（Living）（改編劇本，原作為黑澤明1952年的電影代表作之一《生之慾》）

### 歌詞
- 2007年：《早安·幸福（英语：Breakfast on the Morning Tram）》（史黛西·肯特專輯）[15][32]
  - 《冰雕旅店》（The Ice Hotel）[32]
  - 《真愛旅程》（I Wish I Could Go Travelling Again）[32]
  - 《忘情列車》（Breakfast On The Morning Tram）[32]
  - 《縱情浪漫》（So Romantic）[32]
- 2013年：《五光十色（英语：The Changing Lights）》（史黛西·肯特專輯）[16][33]
  - 《雨中穿越歐洲的夏天》（The Summer We Crossed Europe In the Rain）[33]
  - 《侍者》（Waiter, Oh Waiter）[33]
  - 《五光十色》（The Changing Lights）[33]

## 評論
著名香港作家及評論人陶傑曾於石黑一雄獲得諾貝爾文學獎後評述「石黑一雄是地球一體化一個優秀的案例：西方遇上東方，一個長崎出生的孩子，五歲來到英國，沒有讀牛津劍橋，而是在倫敦東南的肯特大學修讀哲學和寫作。憑敏感的觸覺，他跨越了國界，由一個島國移居到另一個，進入了英國文化深層結構的觸覺細胞。」

## 註腳
1. ↑  who, in novels of great emotional force, has uncovered the abyss beneath our illusory sense of connection with the world.[4]

## 外部連接
- 石黑一雄的英国文化协会文学专页